# Delta Eridani
Désignations
Delta Eridani est une étoile de la constellation de l'Éridan. Sa magnitude apparente est de 3,54. Elle porte également le nom traditionnel Rana qui signifie littéralement en latin « grenouille ». Ce nom est officialisé par l'Union Astronomique Internationale le 4 avril 2022. D'après la mesure de sa parallaxe annuelle par le satellite Hipparcos, l'étoile est située à 29,5 années-lumière de la Terre. Il s'agit d'une des étoiles les plus proches du système solaire.
Delta Eridani est une sous-géante orange de type spectral K0+IV. Sa taille est d'environ 2,5 plus grande que celle du Soleil et sa luminosité de 2,8. Elle est répertoriée comme une possible variable de type RS Canum Venaticorum dans le GCVS dont la magnitude apparente varie entre 3,51 et 3,56, mais les observations ultérieures n'ont pas pu le confirmer et elle considérée comme constante par l'AAVSO.